# Скарпини, Пьетро
Пье́тро Скарпи́ни (итал. Pietro Scarpini; 6 апреля 1911, Рим — 27 ноября 1997, Флоренция) — итальянский пианист и педагог.

## Биография
Учился в Римской академии Санта-Чечилия у Казеллы (фортепиано), Джермани (орган), Бустини (композиция). Также изучал композицию под началом Хиндемита. В Римском университете защитил диссертацию по истории музыки. Дебютировал с Концертом № 9 Моцарта и итальянской премьерой «Рапсодии на тему Паганини» Рахманинова в 1936 году в Риме с оркестром Академии Санта-Чечилия (дирижировал Молинари), после чего последовали концерты за рубежом, в Берлинской филармонии. В 1938 году исполнил «Сонату» Хиндемита для фортепиано в четыре руки вместе с композитором.
В дальнейшем регулярно выступал с лучшими оркестрами Европы. В числе вершин исполнительской карьеры Скарпини исполнение Концерта для фортепиано с оркестром № 4 Бетховена под управлением Фуртвенглера (Рим, 1952), Второго концерта Прокофьева с Митропулосом (Нью-Йорк, 1954), а также ставшее легендарным исполнение «Концерта для фортепиано, оркестра и мужского хора» Бузони (ключевой композитор для Скарпини).
Как камерный музыкант был в числе первых апологетов современной музыки: им исполнены итальянские премьеры 7-й сонаты Прокофьева (1946), Фортепианного концерта (1949) и всех фортепианных сочинений Шёнберга (в одном концерте, 1952), ряд неизвестных на тот момент работ позднего Скрябина (1963). В 1947 году основал ансамбль «Лунный Пьеро» (созданный для исполнения одноимённого сочинения Шёнберга), которым дирижировал из-за рояля. Ансамбль дал 36 концертов «Лунного Пьеро» в различных городах Европы. В качестве играющего дирижёра исполнял сочинения и других композиторов XX века (например, «Концертино» и «Каприччио» Яначека)
Особенно много и глубоко занимался Бахом: неоднократно исполнял «Искусство фуги» (итальянская премьера, 1955), «Хорошо темперированный клавир», «Вариации Гольдберга» (все — целиком).
На пике славы отдалился от публичной музыкальной жизни, жил в аскезе, сосредоточившись на уединённом домашнем музицировании. Концертных и студийных записей оставил предельно мало, при этом, однако, регулярно записывая свою игру дома (существует проект издания этих записей).
В одном из писем, адресованном другу незадолго до своей смерти, Скарпини написал: «Задача на лето — изучить хоралы Баха». В день смерти на оставшемся открытым рояле Скарпини были найдены «Вариации Гольдберга». Скарпини был похоронен на кладбище Базилики ди Сан Миниато аль Монте во Флорецнии. Надпись на могильной плите гласит: «Пред троном твоим предстаю, Господи» (название последнего хорала Баха, BWV 668).
Помимо своего исполнительского мастерства, известен редакцией Симфонии № 10 Малера для двух фортепиано (самим Скарпини сделана запись). Кроме того, Скарпини выполнены переложения для фортепиано ряда сочинений Даллапикколы («Марсий», «Песни освобождения», «Иов», «К Матильде», «Узник» и др.), с которым он был очень дружен. Музыканты особенно сблизились, когда с 1940 года стали вместе преподавать во Флорентийской консерватории. Композитор посвятил Скарпини свою «Каноническую сонатину» (1943). Скарпини был первым исполнителем «Сонатины» (в 1946), "Трёх эпизодов из балета «Марсий» (в 1950), а также участвовал в итальянской премьере «Гимнов» для трёх фортепиано (с Даллапикколой и Армандо Ренци, в 1936). В числе немногих записей Скарпини — «Вторая Тартиниана» и «Два этюда» Даллапикколы: оба сочинения, исполненные вместе с Сандро Матерасси, были записаны «украдкой» от композитора в подарок к его семидесятилетнему юбилею в 1974 году.
Преподавал фортепиано в консерваториях Флоренции, Милана, Пармы, Неаполя и Национальной академии Санта-Чечилия (1939-71); в Академии Киджи (1948-50, 1968-71), на Международных летних курсах новой музыки (1950). В молодости пробовал себя в сочинении музыки (Концерт для фортепиано с оркестром, 1934; Фортепианный квинтет, 1933; пьесы для фортепиано, органа и пр).